# Vsevolod Bobrov
Vsevolod Michailovitsj  Bobrov (Russisch: Всеволод Михайлович Бобров) (Morsjansk, 1 december 1922 – aldaar, 1 juli 1979) was een atleet uit de Sovjet-Unie. Hij was actief in voetbal, bandy en ijshockey en wordt als een van de beste Russen ooit gezien in deze sporten.

## Biografie
Bobrov diende tijdens de Tweede Wereldoorlog in het Rode Leger en na de oorlog werd hem gevraagd om zich aan te sluiten bij legerclub CDKA Moskou, het huidige CSKA. In 1945 ging hij als gastspeler met Dinamo Moskou mee op tournee door het Verenigd Koninkrijk en scoorde zes goals tegen teams als Chelsea, Arsenal en Glasgow Rangers en kreeg goede kritieken. Al in zijn eerste seizoen bij CDKA werd hij met 24 goals topschutter van de competitie en werd hij vicekampioen. De volgende drie seizoenen veroverde hij met CDKA wel de landstitel en werd in 1947 ook nog eens topschutter. Na nog twee seizoenen bij VVS Moskou beëindigde hij zijn carrière bij Spartak. Hij scoorde 97 keer in de competitie en dat in slechts 116 wedstrijden.
Met het nationale elftal nam hij in 1952 deel aan de Olympische spelen in Helsinki en scoorde daar 5 goals, waaronder een hattrick in de wedstrijd tegen Joegoslavië, die op 5-5 eindigde.
In 1946 begon hij ook ijshockey te spelen bij CDKA en speelde deze sport tot 1957, tussen 1950 en 1953 speelde hij voor VVS. Hij werd zeven keer kampioen en maakte 254 goals in 130 wedstrijden. In 1950 ontsnapte hij aan de dood toen hij zich versliep en zo zijn vlucht miste. Hij reisde dan per trein, terwijl het nationale ijshockeyteam om het leven kwam nadat het vliegtuig bij Sverdlovsk door een sneeuwstorm neerstortte. In 1954 werd hij wereldkampioen met zijn team. In 1956 nam hij met het ijshockey-elftal deel aan de Olympische winterspelen en won daar de gouden medaille. Hij is een van de weinige atleten die zowel aan de zomer- als de winterspelen deelnam. Hij scoorde 89 goals in 59 wedstrijden.
Na zijn spelerscarrière werd hij trainer van zowel voetbal als ijshockeyclubs. Hij overleed in 1979 aan een longembolie.
- Gemeinsame Normdatei: 1190683490
- International Standard Name Identifier: 0000 0001 4039 3281
- Library of Congress Control Number: n00108585
- Nationale Bibliotheek van Letland: 000170904
- Nationale Bibliotheek van Tsjechië: jn20000700192
- Virtual International Authority File: 182641247
- WorldCat: E39PBJxmHKVdrwTRY6xVq8B3wC